# Iliyana Petkova
Iliyana Petkova est une ancienne joueuse bulgare de volley-ball née le 10 novembre 1977 à Sofia. Elle mesure 1,91 m et jouait au poste de centrale. Elle a totalisé 20 sélections en équipe de Bulgarie.

## Clubs
| Club                   | De        | À         |
| ---------------------- | --------- | --------- |
| RC Villebon 91         | 1998-1999 | 1998-1999 |
| Racing Club de France  | 1999-2000 | 1999-2000 |
| SVS Post Schwechat     | 2000-2001 | 2000-2001 |
| Virtus Reggio Calabria | 2001-2002 | 2001-2002 |
| Pieralisi Volley       | 2002-2003 | 2006-2007 |
| Volley 2002 Forlì      | 2007-2008 | 2007-2008 |
| FV Castellana Grotte   | 2008-2009 | 2008-2009 |
| Samorodok Khabarovsk   | 2009-2010 | 2009-2010 |
| Azerrail Bakou         | 2010-2011 | 2010-2011 |
| Minerva Volley Pavia   | jan 2012  | avr 2012  |
| Leningradka            | 2012-2013 | 2012-2013 |
| Golem Volley Palmi     | 2015-2016 | 2015-2016 |

## Palmarès
- Top Teams Cup
  - Finaliste : 2001.
- Coupe de la CEV
  - Finaliste : 2004.
- Challenge Cup
  - Vainqueur :2011.
- Championnat d'Italie
  - Finaliste : 2007, 2006.
- Coupe d'Italie
  - Finaliste : 2006.
- Championnat d'Autriche
  - Vainqueur : 2001.
- Coupe d'Autriche
  - Vainqueur : 2001.